# Matang Pineung (Darul Aman)
Matang Pineung is een bestuurslaag in het regentschap Aceh Timur van de provincie Atjeh, Indonesië. Matang Pineung telt 610 inwoners (volkstelling 2010).